# Birstall, West Yorkshire
Birstall är en ort i unparished area Batley, i distriktet Kirklees, Storbritannien. Den ligger i grevskapet West Yorkshire och riksdelen England, i den centrala delen av landet, 270 km norr om huvudstaden London. Birstall ligger 96 meter över havet och antalet invånare är 8 740. Birstall var en civil parish fram till 1866 och 1894 till 1937 då den blev en del av Batley. Denna civil parish hade 7 204 invånare år 1931.
Terrängen runt Birstall är platt. Runt Birstall är det tätbefolkat, med 947 invånare per kvadratkilometer. Närmaste större samhälle är Leeds, 10,4 km nordost om Birstall. Runt Birstall är det i huvudsak tätbebyggt.